# Maanvaren
Maanvaren (Botrychium ) is een geslacht van varens uit de addertongfamilie (Ophioglossaceae). Bovengrondse bladeren worden niet elk jaar voortgebracht en sommige soorten blijven zelfs langdurig onder de grond en halen hun energie dan uit de symbiose met wortelzwammen. In Nederland komt de gelobde maanvaren (Botrychium lunaria) voor.

## Soorten
- Botrychium acuminatum Wagner (1990)
- Botrychium arisanense (Masam.) Masam. (1936)
- Botrychium ascendens Wagner (1986)
- Botrychium australe R. Br. (1810)
- Botrychium biforme Col. (1886)
- Botrychium biternatum (Sav.) Underw. (1896)
- Botrychium boreale (Fr.) Milde (1857)
- Botrychium campestre Wagner & Farrar (1986)
- Botrychium chamaeconium Bitter & Hier. (1900)
- Botrychium crenulatum Wagner (1981)
- Botrychium daucifolium (Wall.) Hook. & Grev. (1830)
- Botrychium decompositum Mart. & Gal. (1842)
- Botrychium decurrens Ching (1959)
- Botrychium dissectum Spreng. (1804)
- Botrychium dusenii (Christ) Alston (1960)
- Botrychium echo Wagner (1983)
- Botrychium formosanum Tagawa (1940)
- Botrychium gallicomontanum Farrar & Johnson-Groh (1991)
- Botrychium hesperium (Maxon & Clausen) Wagner & Lellinger (1981)
- Botrychium japonicum (Prantl) Underw. (1898)
- Botrychium javanicum (Sahashi) comb. ined.
- Botrychium jenmanii Underw. (1900)
- Botrychium lanceolatum (S. G. Gmelin) Angström (1854)
- Botrychium lanuginosum (Wall.) Hook. & Grev. (1828)
- Botrychium lineare W.H.Wagner (1994)
- Botrychium longipedunculatum Ching (1959)
- Botrychium lunaria (L.) Swartz (1802) (Gelobde maanvaren)
- Botrychium lunarioides (Michx.) Swartz (1806)
- Botrychium manshuricum Ching (1959)
- Botrychium matricariifolium (Döll) A. Braun ex Koch (1847) (Vertakte maanvaren)
- Botrychium microphyllumv (Sahashi) M.Kato (1995)
- Botrychium minganense Vict. (1927)
- Botrychium modestum Ching (1959)
- Botrychium montanum Wagner (1981)
- Botrychium mormo Wagner (1981)
- Botrychium multifidum (S. G. Gmelin) Rupr. (1859)
- Botrychium nipponicum Mak. (1916)
- Botrychium officinale Ching (1959)
- Botrychium oneidense (Gilb.) House (1905)
- Botrychium pallidum Wagner (1990)
- Botrychium paradoxum Wagner (1981)
- Botrychium parvum Ching (1959)
- Botrychium pedunculosum Wagner (1986)
- Botrychium pinnatum H. St. John (1929)
- Botrychium pseudopinnatum Wagner (1990)
- Botrychium pumicola Coville (1900)
- Botrychium rugulosum Wagner (1982)
- Botrychium schaffneri Underw. (1903)
- Botrychium simplex E. Hitchc. (1823) (Kleine maanvaren)
- Botrychium socorrense W.H.Wagner (1989)
- Botrychium spathulatum Wagner (1990)
- Botrychium strictum Underw. (1902)
- Botrychium subbifoliatum Brackenr. (1854)
- Botrychium sutchuanense Ching (1959)
- Botrychium ternatum (Thunb.) Sw. (1801)
- Botrychium tibeticum (Ching) comb. ined.
- Botrychium triangularifolium (Sahashi) M.Kato (1995)
- Botrychium underwoodianum Maxon (1905)
- Botrychium virginianum (L.) Sw. (1801)
- Botrychium yunnanense Ching (1959)

Botrychium (Maanvaren) · Botrypus · Cheiroglossa · Helminthostachys · Japanobotrychium · Mankyua · Ophioderma · Ophioglossum (Addertong) · Sceptridium
... · B. lunaria (gelobde maanvaren) · B. matricariifolium (vertakte maanvaren) · B. simplex (kleine maanvaren) · ...